# Þórarinn loftunga
Þórarinn loftunga (Thorarin) fue un escaldo de Islandia de la primera mitad del siglo XI. Compuso Tøgdrápa dedicado al rey Canuto el Grande y la alabanza sigue las pautas de la obra de otro escaldo, Sigvatr Þórðarson, sobre el mismo rey, Knútsdrápa. Tøgdrápa se compuso en la forma métrica töglag — quizás inventada en la corte de Canuto. Según Skáldatal, Þórarinn también fue escaldo en la corte de Sveinn Knútsson, hijo de Canuto, y Aelfgifu Aelfhelmsdotter. En honor de Sveinn escribió Glælognskviða, que es el testimonio más extenso sobre la santidad de Olaf II de Noruega.

## Obra
1. Höfuðlausn. Dos líneas hacen referencia a Canuto el Grande: Knútr verr grund sem gætir / Gríklands himinríki. ("Como Cristo en su reino celestial / canuto defiende su país."). Heimskringla cita la anécdota cuando Þórarinn loftunga dedicó un flokkr (poema menor) a Canuto, y el rey se vio infravalorado porque esperaba algo mejor, dándole 24 horas para mejorar lo que había compuesto o lo ahorcaría por temerario. Al día siguiente, presentó al rey un poema rematado con el refrán: Como Cristo en su reino celestial, Canuto defiende su país, algo que agradó al rey y fue recompensado con cincuenta marcos de plata. Luego compuso el famoso Tøgdrápa.[1]
2. Tøgdrápa. Ocho estrofas, muchas de las cuales se citan en Óláfs saga helga, la saga legendaria de San Olaf y Óláfs saga helga de Heimskringla.
3. Glælognskviða. Diez estrofas, se citan en dos versiones de Óláfs saga helga (una de Heimskringla).